# Arnór Ingvi Traustason
Arnór Ingvi Traustason (* 30. April 1993 in Keflavík) ist ein isländischer Fußballspieler auf der Position eines Mittelfeldspielers.

## Vereinskarriere

### Karrierebeginn in der Heimat
Arnór Ingvi Traustason wurde am 30. April 1993 in der Hafenstadt Keflavík im Südwesten Islands geboren. Seine Karriere als Fußballspieler begann er im Nachwuchsbereich der im Fußballbereich unterklassig agierenden Ungmennafélag Njarðvíkur, die speziell für ihre Basketballabteilung bekannt ist. Hierbei wurde er unter anderem vom isländischen Trainer Freyr Sverrisson trainiert und noch früh für den Klub aus Njarðvík in diversen Turnieren und Meisterschaften eingesetzt. In dieser Zeit gewann er mit der Jugend mehrere Titel und durchlief sämtliche Jugendspielklassen, bis er im November 2008 seinen Wechsel in den Nachwuchsbereich der Keflavík ÍF vollzog. Beim Klub aus dem Nachbarort setzte er sich ebenfalls im Nachwuchsbereich durch und debütierte 2009 erstmals in einer isländischen Nachwuchsnationalmannschaft. Als 16-Jähriger schaffte er daraufhin den Sprung in die Herrenmannschaft von Keflavík ÍF und absolvierte sein erstes Pflichtspiel am 27. Februar 2010 in einer Ligapokalbegegnung gegen Íþróttafélag Reykjavíkur.
Am 21. Juni 2010 saß er zum ersten Mal in einem Ligaspiel auf der Ersatzbank der Profis. Nachdem er Ende Juli ein weiteres Mal ohne Einsatz auf der Bank gesessen hatte, setzte ihn Willum Þór Þórsson bei einer 1:2-Auswärtsniederlage gegen Fram Reykjavík am 13. September 2010 erstmals ein und schickte ihn ab der 83. Minute für Andri Steinn Birgisson aufs Spielfeld. In den folgenden drei letzten Ligapartien des Spieljahres 2010 brachte es Arnór Ingvi Traustason zu zwei weiteren Kurzeinsätzen und saß in einer Begegnung erneut einsatzlos auf der Ersatzbank. Im letzten Saisonduell gegen den ÍBV Vestmannaeyjar erzielte er beim 4:1-Sieg in der 75. Spielminute den Treffer zum 2:0. Mit Keflavík ÍF beendete er das Jahr mit dem sechsten Tabellenplatz im Tabellenmittelfeld.
Nachdem mittlerweile auch europäische Klubs auf den jungen Isländer aufmerksam geworden waren, absolvierte er im Februar 2011 zusammen mit Landsmann und Teamkollege Ásgrímur Rúnarsson ein einwöchiges Probetraining beim englischen Premier-League-Klub West Bromwich Albion, das jedoch für beide nicht in einem Vertragsangebot endete. Im folgenden Spieljahr 2011 war Arnór Ingvi Traustason auf dem Weg zur Stammkraft, spielte aber bei insgesamt 15 Ligaeinsätzen nur ein Mal über die volle Spieldauer. Wie im Vorjahr erzielte er auch 2011 einen Ligatreffer; insgesamt kam er bei 20 Pflichtspieleinsätzen in diesem Jahr zweimal zum Torerfolg. Am Saisonende wurde er zum Youngster des Jahres gewählt. In diesem Jahr war er mit der Keflavík ÍF über längere Zeit in den Abstiegskampf involviert, sicherte am Ende jedoch den Klassenerhalt als Achtplatzierter.

### Als Leihspieler nach Norwegen
Mittlerweile als Stammkraft startete er unter Zoran Daníel Ljubicic, der davor vor allem für die Jugendarbeit des Klubs zuständig war, ins Spieljahr 2012. Hierbei kam er bis zur 15. Runde Mitte August 2012 in jedem Ligaspiel zum Einsatz und erzielte vier Tore für seine Mannschaft. Drei Tage nach seinem letzten Ligaeinsatz wechselte er zusammen mit Sigurbergur Elísson auf Leihbasis zu Sandnes Ulf in die norwegische Erstklassigkeit, wo sie unter anderem auf ihre Landsmänner Steinþór Freyr Þorsteinsson und Óskar Örn Hauksson trafen. Unter dem ehemaligen Profi Asle Andersen wurde er nie über die volle Spieldauer eingesetzt, kam aber dennoch zu regelmäßigen längeren Einsätzen in der Tippeligaen. Sandnes Ulf rangierte bereits bei seinem Wechsel im August im Abstiegsbereich; daran änderte sich auch bis zum Saisonende nicht viel, als der Klub auf dem 14. Platz stehend in die Relegation gegen Ullensaker/Kisa IL musste. Diese entschied die Mannschaft mit einem Gesamtscore von 7:1 aus Hin- und Rückspiel für sich, wobei auch der Isländer im Hinspiel zu einem Kurzeinsatz kam und eine Torvorlage gab. Im Ligageschehen davor kam Arnór Ingvi Traustason in zehn Meisterschaftsspielen meist im offensiven Mittelfeld zum Einsatz und trat daraufhin die Rückkehr nach Island an.
Dort kam er bei seinem Stammklub Keflavík ÍF, der die Saison am neunten Platz beendet hatte, endgültig zum Durchbruch als Stammspieler und wurde von Ljubicic und dessen Nachfolger Kristján Guðmundsson bis zum Saisonende in 19 der 22 Ligapartien eingesetzt. Dabei kam der offensive Mittelfeldakteur viermal zum Torerfolg. Ebenso torgefährlich war er im isländischen Ligapokal, als er in vier der sieben Spiele der Keflavík ÍF auflief und ebenfalls vier Treffer beisteuerte, darunter ein Hattrick bei einem 6:1-Sieg über Leiknir Reykjavík. Während er hier mit der Mannschaft als Sechster der Gruppe 3 vorzeitig ausschied, gelangte er in der Liga mit dem Team nur auf den neunten Tabellenplatz im Endklassement der Pepsideild 2013. Bereits im Februar 2013 hatte der Verein seine Vertragslaufzeit um ein Jahr bis Ende 2014 verlängert. Erneut wurde er zum Saisonabschluss zum Youngster des Jahres gewählt.

### Wechsel nach Schweden
Nachdem er bereits im Juli 2013 mit dem schwedischen Erstligisten IFK Norrköping in Kontakt gestanden und laut transfermarkt.de Anfang Juli auch ein Spiel für deren U-21-Mannschaft absolviert hatte, wechselte er nach dem isländischen Saisonende im Oktober 2013 nach Schweden. Er erhielt die Rückennummer 9. Zu seinem Pflichtspieldebüt kam er erst Monate später, als er beim Pokalspiel gegen den AFC United am 9. April 2014 ab der 79. Spielminute für Rawez Lawan aufs Feld kam. Nachdem er eine Woche darauf zu einem weiteren Kurzeinsatz gekommen war, schied er mit dem Team noch in der Gruppenphase des schwedischen Fußballpokals 2013/14 aus. Verletzungsbedingt versäumte Arnór Ingvi Traustason den Start ins Spieljahr 2014 und wurde erst ab Mitte Mai 2014 von Jan Andersson an den Profibetrieb herangeführt. Dabei kam er am 15. Mai zu seinem Pflichtspieldebüt für die Schweden, als er bei der 0:3-Heimniederlage gegen Falkenbergs FF ab der 55. Minute im zentralen Mittelfeld eingesetzt wurde. Im weiteren Verlauf der Saison variierten seine eingesetzten Positionen oft, wobei er die meiste Zeit über als Rechtsaußen gehandelt wurde.
Als solcher erzielte er am 14. Juli bei einer 3:5-Niederlage gegen Djurgårdens IF seinen ersten Pflichtspieltreffer für die Schweden und steuerte im selben Spiel eine Torvorlage bei. Am 15. September war er beim 3:1-Heimsieg über IF Brommapojkarna an allen drei Treffern beteiligt, dabei einmal als Schütze und zweimal als Assistgeber. Die Saison beendete er mit der Mannschaft auf dem zwölften Tabellenplatz, wobei das Team längere Zeit in den Abstiegskampf verwickelt war und noch kurz vor Ende auf einem Abstiegsplatz rangierte. Arnór Ingvi Traustason selbst kam in 18 Ligaspielen zum Einsatz, erzielte drei Tore und bereitete weitere fünf vor. Im schwedischen Fußballpokal 2014/15 brachte es der Isländer zu Einsätzen in allen fünf Spielen von IFK Norrköping und kam dabei auf eine Bilanz von drei Treffern. Mit der Mannschaft schied er dabei im Viertelfinale gegen Ligakonkurrent BK Häcken vom laufenden Turnier aus.

### Meister- und Supercup-Saison in Schweden
Im Spieljahr 2015 avancierte Arnór Ingvi Traustason zu einem Leistungsträger des Klubs aus Östergötland. Nach zwei Niederlagen und lediglich vier Punkten aus den ersten vier Meisterschaftsspielen legte IFK Norrköping eine Serie von 13 ungeschlagenen Partien hin. Im Kampf mit IFK Göteborg und AIK Solna um die schwedische Meisterschaft setzte sich schließlich IFK Norrköping gegen die Konkurrenz durch. Am Ende rangierte IFK Norrköping nach 20 Siegen, sechs Unentschieden und vier Niederlagen aus 30 Meisterschaftsspielen mit drei Punkten Vorsprung auf den nächsten Verfolger auf dem ersten Tabellenplatz. Arnór Ingvi Traustason wurde dabei von Andersson in 29 dieser Partien im linken Mittelfeld eingesetzt und kam auf eine Bilanz von sieben Treffern und elf Assists, wobei er mit 18 Scorerpunkten auf dem fünften Rang der ligaweiten Liste rangierte. Mit seinen elf Torvorlagen erzielte er nur um eine weniger als der Führende dieser Liste im Spieljahr 2015, Viktor Claesson. In weiterer Folge kam er auch noch beim 3:0-Sieg über Vizemeister und Pokalsieger IFK Göteborg im schwedischen Supercup zum Einsatz und wurde in weiterer Folge von diversen europäischen Klubs umworben. Darunter war unter anderem auch der englische Premier-League-Klub Aston Villa, der jedoch von einem Kauf des Isländers absah.

### Als Rekordtransfer zum SK Rapid Wien
Ausgestattet mit einem bis Jahresende 2017 gültigen Vertrag startete er mit IFK Norrköping als amtierender Meister ins Spieljahr 2016, in dem er schon zu Beginn nicht minder erfolgreich war. Er wurde in den ersten neun Saisonspielen eingesetzt, erzielte dabei zwei Treffer und bereitete weitere drei Tore für seine Teamkollegen vor. Des Weiteren absolvierte er drei Spiele im schwedischen Fußballpokal 2015/16, wobei er bei einem 4:0-Sieg über den Östersunds FK einen Treffer markierte und er mit der Mannschaft im Viertelfinale gegen Malmö FF ausschied. Nachdem er bereits in der Wintertransferperiode mit dem SK Rapid Wien in Verbindung gebracht worden war, wurde der Wechsel des Isländers nach Österreich am 12. Mai 2016 offiziell fixiert. Nach Guðmundur Torfason, der von 1988 bis 1989 bei den Wienern gespielt hatte, ist er der zweite Isländer in der Vereinsgeschichte. Beim Hauptstadtklub unterschrieb er einen Vertrag mit einer Laufzeit bis Sommer 2020; die kolportierte Ablösesumme soll zwischen zwei und 2,3 Millionen Euro betragen haben, was eine Rekordablösesumme des SK Rapid Wien bedeuten würde.

### Über Griechenland zurück nach Schweden
Nach einer Saison bei Rapid, in der er aufgrund von Verletzungen nur auf 22 Ligaspiele gekommen war, wurde er im Juli 2017 nach Griechenland an AEK Athen verliehen. Nachdem er dort nur drei Mal in der Liga eingesetzt worden war, wechselte er im Januar 2018 fest zurück nach Schweden zu Malmö FF, wo er einen bis Juni 2021 laufenden Vertrag erhielt. Hier absolvierte er bis zum Saisonende 2020 insgesamt 107 Pflichtspiele in verschiedenen Wettbewerben, erzielte dabei 17 Tore und gewann in seiner letzten Spielzeit außerdem die Meisterschaft.

### Abenteuer USA
Im Frühjahr 2021 ging er dann weiter in die USA und schloss sich New England Revolution in der Major League Soccer an.

## Nationalmannschaftskarriere
Erste Erfahrung in einer isländischen Fußballnationalauswahl sammelte Arnór Ingvi Traustason im Jahre 2009, als er erstmals für die isländischen U-17-Junioren auflief. Dabei kam er unter Trainer Gunnar Guðmundsson in zwei Qualifikationsspielen zur U-17-EM 2010 gegen die Alterskollegen aus Wales und Russland zum Einsatz. Als Gruppendritter dieser Qualifikationsrunde schied er mit den Isländern noch vor der anschließenden Eliterunde aus und kam auch unter den besten Drittplatzierten nur knapp nicht weiter. Danach dauerte es knapp zwei Jahre, ehe das junge Mittelfeldtalent wieder für den isländischen Verband berufen wurde. Unter Trainer Kristinn Rúnar Jónsson schaffte er den Sprung in den isländischen U-19-Kader und debütierte für diesen Anfang September 2011 in zwei freundschaftlichen Länderspielen gegen Estland. In weiterer Folge absolvierte er im Oktober 2011 drei Qualifikationsspiele zur U-19-EM 2012, blieb aber in all seinen fünf Begegnungen torlos. Wie auch schon mit der U-17-Auswahl schied er auch mit der U-19 noch frühzeitig nach der ersten Qualifikationsrunde als Letzter der Gruppe 4 von der laufenden Qualifikation aus.
Abermals ein knappes Jahr verging, ehe Arnór Ingvi Traustason erstmals in die isländische U-21-Nationalmannschaft einberufen wurde und dabei im letzten Qualifikationsgruppenspiel zur U-21-EM debütierte. Eyjólfur Sverrisson setzte ihn in der Begegnung gegen Belgien von Beginn an ein und ließ ihn ab der 59. Minute durch den späteren Spieler von Preußen Münster Emil Atlason ersetzen. Nach einem Freundschaftsspieleinsatz im Februar 2013 setzte ihn Sverrisson regelmäßig auf variierenden Mittelfeldpositionen in der Qualifikation zur U-21-EM 2015 ein, wobei er zwischen März 2013 und September 2014 in sieben der acht Qualifikationsspiele Island am Platz war. Hier erzielte er bei einem 2:0-Sieg über die kasachische U-21-Nationalmannschaft seinen einzigen Treffer für die U-21-Nationalelf. Mit der Mannschaft beendete er die Gruppenphase hinter Frankreich auf dem zweiten Platz und kam als drittbester Zweitplatzierter in die anschließenden Play-offs. Neben einem weiteren freundschaftlichen Länderspiel im Juni 2014 kam er in diesen beiden Play-off-Spielen Dänemark zum Einsatz, schied mit der Mannschaft jedoch nur aufgrund der Auswärtstorregel aus und qualifizierte sich somit nur knapp nicht für die EM-Endrunde in Tschechien.
Erneut etwas mehr als ein Jahr sollte es dauern, ehe Arnór Ingvi Traustason, mittlerweile isländischer Meister und Supercup-Sieger, vom Trainergespann Lars Lagerbäck und Heimir Hallgrímsson für zwei Freundschaftsspiele gegen Polen und die Slowakei in die isländische A-Nationalmannschaft einberufen wurde. Während er in der 2:4-Niederlage gegen die Polen am 13. November 2011 von Beginn an und über die gesamte Spieldauer spielte, wurde er bei der 1:3-Niederlage gegen die Slowakei lediglich als Ersatzspieler eingesetzt. Bei seinem dritten Länderspiel, einem 1:0-Sieg über Finnland kam er über die erste Halbzeit als Linksaußen zum Einsatz und erzielte in der 17. Minute den Siegtreffer. Auch in der folgenden Partie gegen die Vereinigten Arabischen Emirate war der Mittelfeldakteur im Einsatz und kam nur in der Partie gegen die US-amerikanische Nationalelf nicht zum Einsatz. Für zwei weitere freundschaftliche Länderspieleinsätze gegen Dänemark und Griechenland wurde er ebenfalls in die isländische A-Nationalmannschaft geholt und kam dabei in beiden Partien zum Einsatz, wobei er auch jeweils ein Tor erzielte.
Mit der Nationalmannschaft nahm er im Juni und Juli 2016 erstmals an der Europameisterschaft teil. Im dritten Vorrunden-Spiel der EM 2016 gegen Österreich erzielte Arnór Ingvi Traustason als Einwechselspieler in der Nachspielzeit den 2:1-Siegtreffer für die Isländer. Island erreichte als Zweiter der Gruppe F das Achtelfinale. Dort kam er noch ein zweites Mal in den Schlussminuten zum Einsatz. Im Viertelfinale schied das Team aus.
Zudem stand er im isländischen Kader für die Weltmeisterschaft 2018 in Russland, bei der Island zum ersten Mal an einer Weltmeisterschaftsendrunde teilnehmen konnte. Island schied nach einem Unentschieden gegen Argentinien und Niederlagen gegen Nigeria und Kroatien als Letzter der Gruppe D noch in der Vorrunde aus; Arnór Ingvi Traustason wurde nur gegen Kroatien in der letzten Spielminute für Birkir Bjarnason eingewechselt.

## Erfolge
- Schwedischer Meister: 2015, 2020
- Schwedischer Superpokalsieger: 2015
- Griechischer Meister: 2018
- MLS Supporters’ Shield: 2021